# AGS-30
AGS-30（АГС-30）は、ロシア連邦の開発した自動擲弾銃でありAGS-17の改良型に当たる。GRAUインデックスは6G25（6Г25）。

## 開発
AGS-17は、アフガニスタン紛争でその強力な火力を発揮して重宝された一方で、6T8三脚に搭載した状態での重量は31kgにもなり、歩兵が携行して運用するには操作性・機動性に劣る兵器となった。
トゥーラ器械製造設計局は改良型の開発を1990年代前半に開始し、1999年にはコヴロフ市のデグチャレフ工場で量産が始まった。

## 構造
基本的な構造・操作はAGS-17と同じである。弾薬は、既存のVOG-17に加え、改良型のVOG-17M、さらに新開発のVOG-30を用いることが可能で、これらをAGS-17と同じ金属リングで連結した30発入ドラムマガジンに収めて装填する。マガジンの最大携行弾数は30発だが、構造上29発しか射撃できないのもAGS-17と同じである。
AGS-30の最大の特徴は、その軽量性にある。歩兵が容易に携行できるように三脚架を含めた軽量化に努めた結果、弾薬未装填時の重量がAGS-17の約半分である16kgという軽量さを実現した。
また、作動方式にブローバック式を用いており、射撃モードは連射のみになった。光学照準器が標準装備になったが、緊急用の折り畳み式アイアンサイトも備える。遊底を後退させるための機構は、AGS-17ではT型の引手であったが、レシーバー右後部の大型レバーへ変更された。
射撃時に射手が保持する握把はレシーバー本体ではなく、三脚架の方に取り付けられている。トリガーは右の握把に位置している。
|                   | 96式         | Mk 19        | Mk 47        | H&K GMW  | Y3 AGL       | LAG 40   | 大宇 K4  | AGS-30   | AGS-40                |
| ----------------- | ------------ | ------------ | ------------ | -------- | ------------ | -------- | -------- | -------- | --------------------- |
| 画像              |              |              |              |          |              |          |          |          |                       |
| 使用弾薬          | 40x56mm      | 40x53mm      | 40x53mm      | 40x53mm  | 40x53mm      | 40x53mm  | 40x53mm  | 30x29mmB | 40mmケースレス (7P39) |
| 重量 （本体のみ） | 24.5kg       | 32.92kg      | 18.0kg       | 18.0kg   | 32.0kg       | 34.4kg   | 16.0kg   | 不明     | 29.0kg                |
| 銃身長            | 454mm        | 413mm        | 610mm        | 577mm    | 300mm        | 415mm    | 412mm    | 不明     | 290mm                 |
| 全長              | 975mm        | 1,095mm      | 940mm        | 1,090mm  | 844mm        | 960mm    | 1,094mm  | 不明     | 1,100mm               |
| 発射速度          | 250-350発/分 | 325-375発/分 | 225-300発/分 | 340発/分 | 280-320発/分 | 215発/分 | 350発/分 | 400発/分 | 400発/分              |
| 最大射程          | 2,200m       | 2,200m       | 2,200m       | 2,200m   | 2,200m       | 2,200m   | 2,200m   | 1,700m   | 2,500m                |

## 運用
ロシア
ロシア連邦軍・ロシア国内軍で使用されている。

## 登場作品

### ゲーム
『ARMA 2』
プレイヤーやAIが操作可能。
『コール オブ デューティ ブラックオプス』
CIAが鹵獲し、運用しているBTR-60の砲塔に何故か九二式重機関銃とともに搭載されている。また、ゲームの設定年代が1960年代なので本来は存在しない。
『Esacape From Tarkov』